# Vườn thú Łódź
Sở thú Łódź (tiếng Ba Lan: Miejski Ogród Zoologiczny w Łodzi) là một vườn bách thú ở thành phố Łódź, Łódź Voivodeship ở Ba Lan. Được thành lập vào năm 1938, vườn thú có diện tích 16,64 hecta tại huyện Polesie và là nhà của 2.245 động vật đại diện cho 667 loài. Là sở thú duy nhất ở Ba Lan, nơi đây có những con sư tử châu Á đang bị đe dọa nguy cấp.
Vườn thú là thành viên được chứng nhận của Hiệp hội Sở thú và Thủy cung Châu Âu, Hiệp hội Sở thú và Thủy cung Thế giới và cũng là một phần của Hệ thống Thông tin Loài Quốc tế.

## Lịch sử
Vườn thú được mở cửa vào năm 1938 tại quận Polesie và có tổng diện tích là 8,9 ha. Năm 1939, vườn thú chỉ sở hữu 50 cá thể động vật như hươu, nai, hươu nai, vịt và cừu. Vườn thú nổi lên tương đối vắng vẻ sau Chiến tranh thế giới thứ hai vào năm 1945, nhiều động vật từ các vườn động vật khác, đáng chú ý nhất là từ vườn thú Wrocław, đã được chuyển đến Łódź. Năm 1950, diện tích vườn thú được mở rộng và bao phủ 16,64 ha. Vào những năm 1950, khu vườn động vật phát triển nhanh hơn khi nhiều tòa nhà và công trình được xây dựng bao gồm cả chuồng khỉ đầu chó. Năm 1968, gian hàng của Mèo lớn được khai trương và năm 1988, để kỷ niệm 50 năm sở thú, một gian hàng dành cho hươu cao cổ đã được xây dựng.
Từ năm 1991, vườn thú là một phần của Hệ thống Thông tin Loài Quốc tế. Vào năm 2001, một chuồng cho linh dương đã được xây dựng cũng như những con chim sẻ mới cho cú và chim săn mồi. Vào năm 2011, một khu vực đặc biệt trưng bày bộ sưu tập các loài bướm của sở thú đã được khai trương. Vào năm 2014, một gian hàng chứa các động vật có vú nhỏ như cầu mực, cầy mangut đuôi chuông và nhím mào Ấn Độ đã được xây dựng. Năm 2015, việc xây dựng tòa nhà Orientarium bắt đầu. Đây là khoản đầu tư lớn nhất trong lịch sử vườn thú và dự kiến sẽ được khai trương vào năm 2019. Toàn bộ khu phức hợp sẽ đặc trưng với hệ động vật của Đông Nam Á và sẽ nuôi những động vật như đười ươi, surilis, báo đốm và cá mập.
Chương trình nhân giống của vườn thú đã tạo ra một số thành công, bao gồm sự ra đời của những loài như đà điểu đầu mào phương nam vào năm 2014 và 2016, khỉ sóc nhỏ vào năm 2014  và linh miêu vào năm 2015.

## Thư viện ảnh

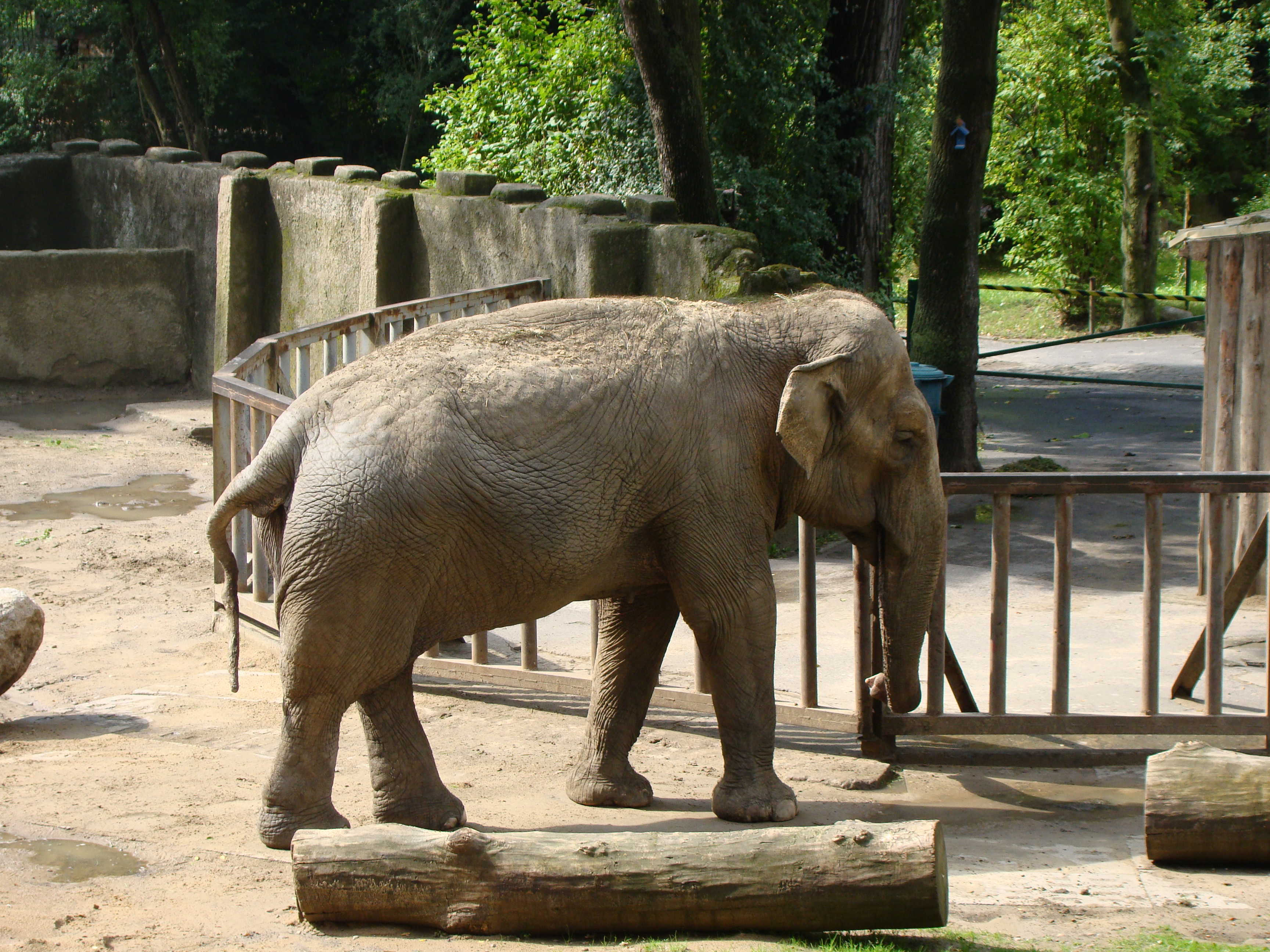
Voi Ấn Độ
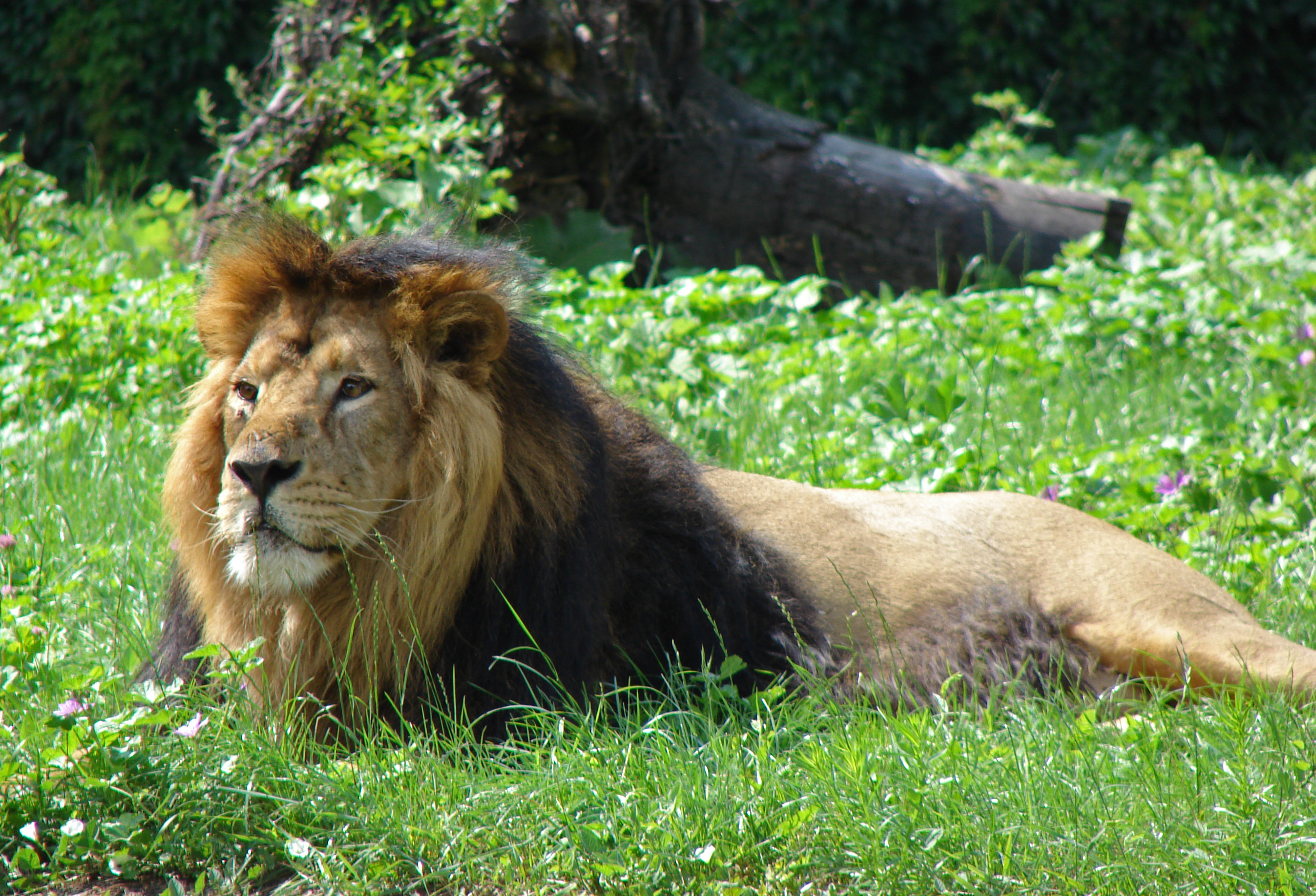
Sư tử châu á
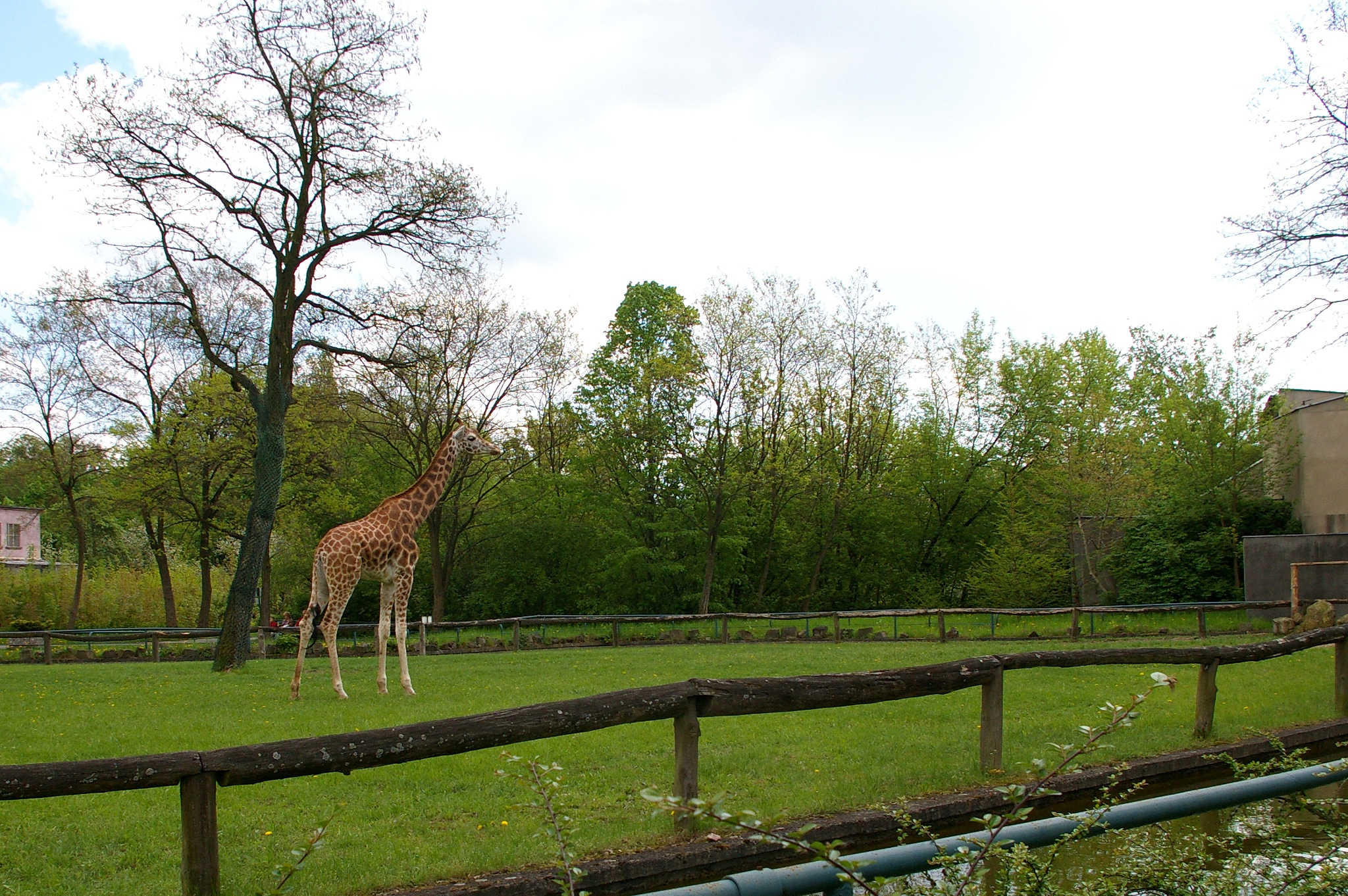
Hươu cao cổ của Rothschild
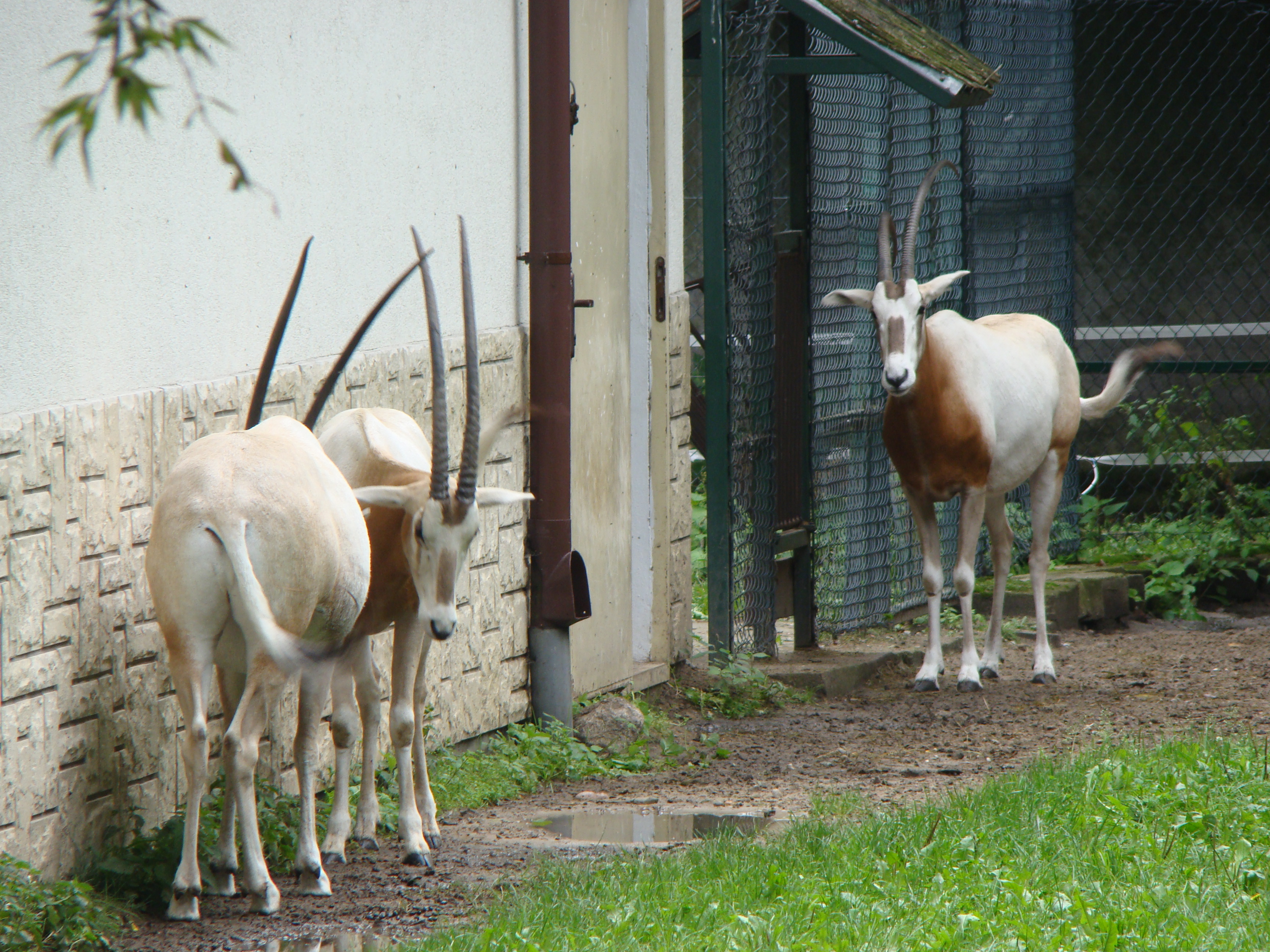
Scimitar oryx
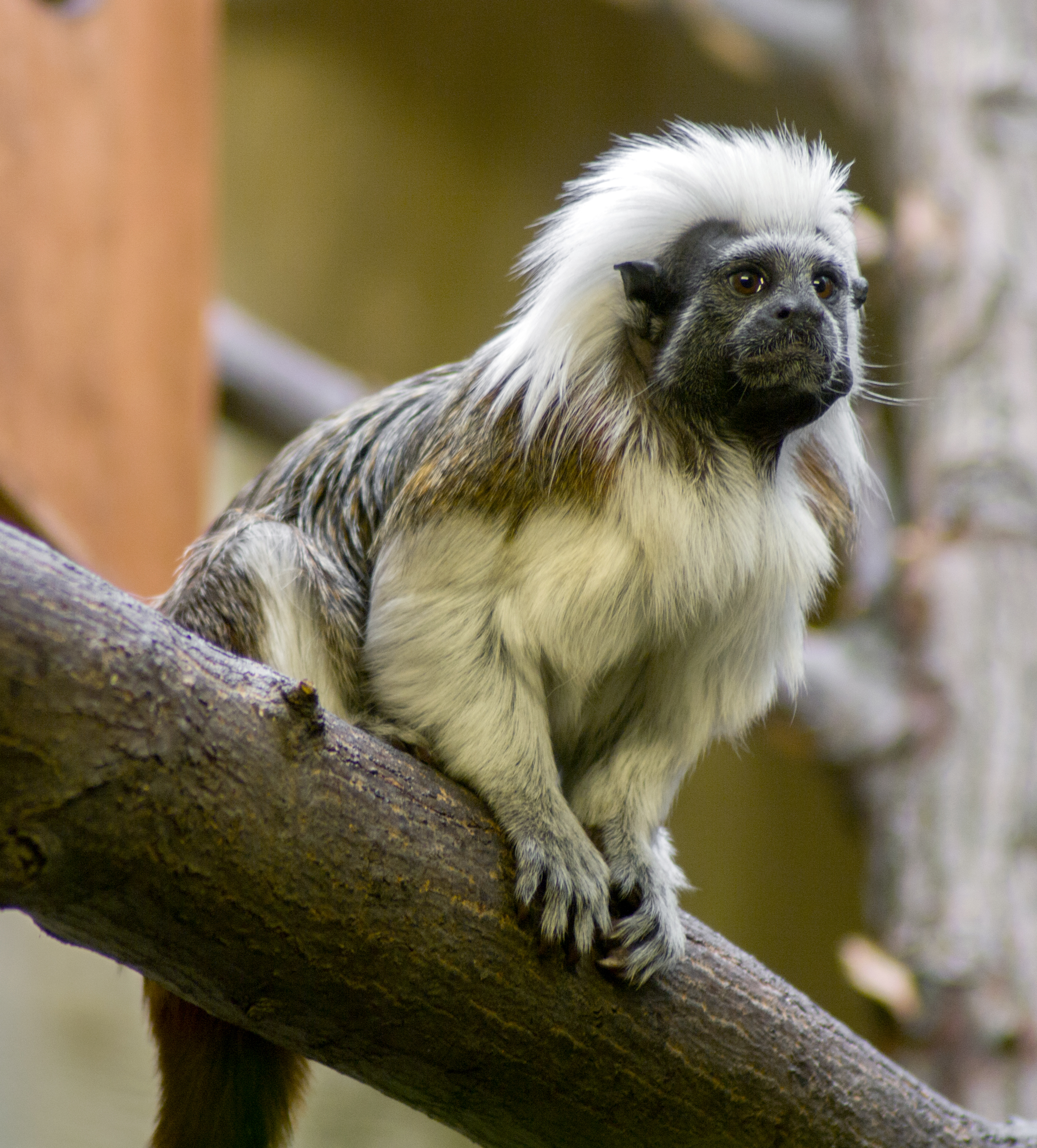
Khỉ sóc nhỏ bông
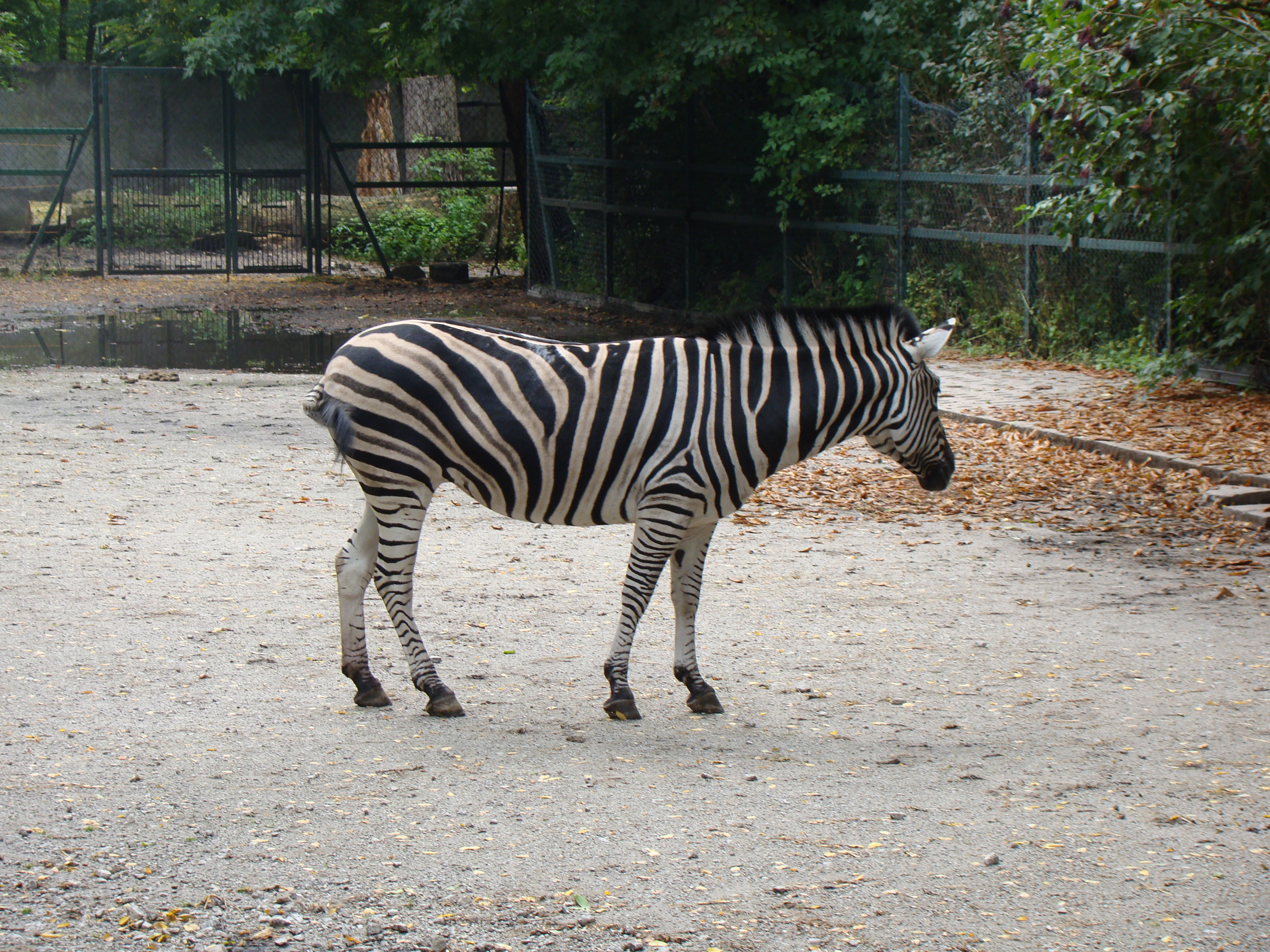
Ngựa vằn của Chapman
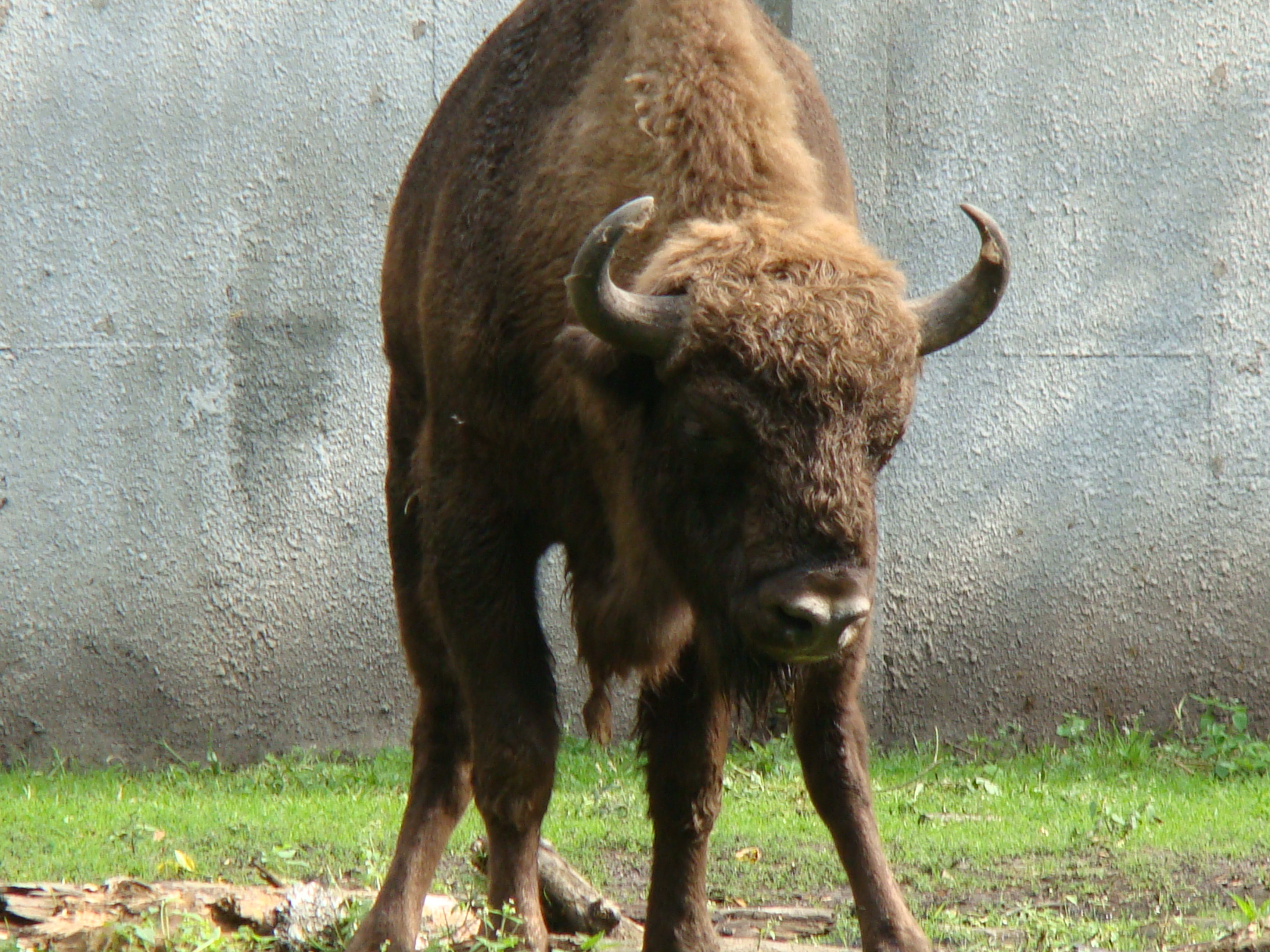
Bò rừng châu Âu
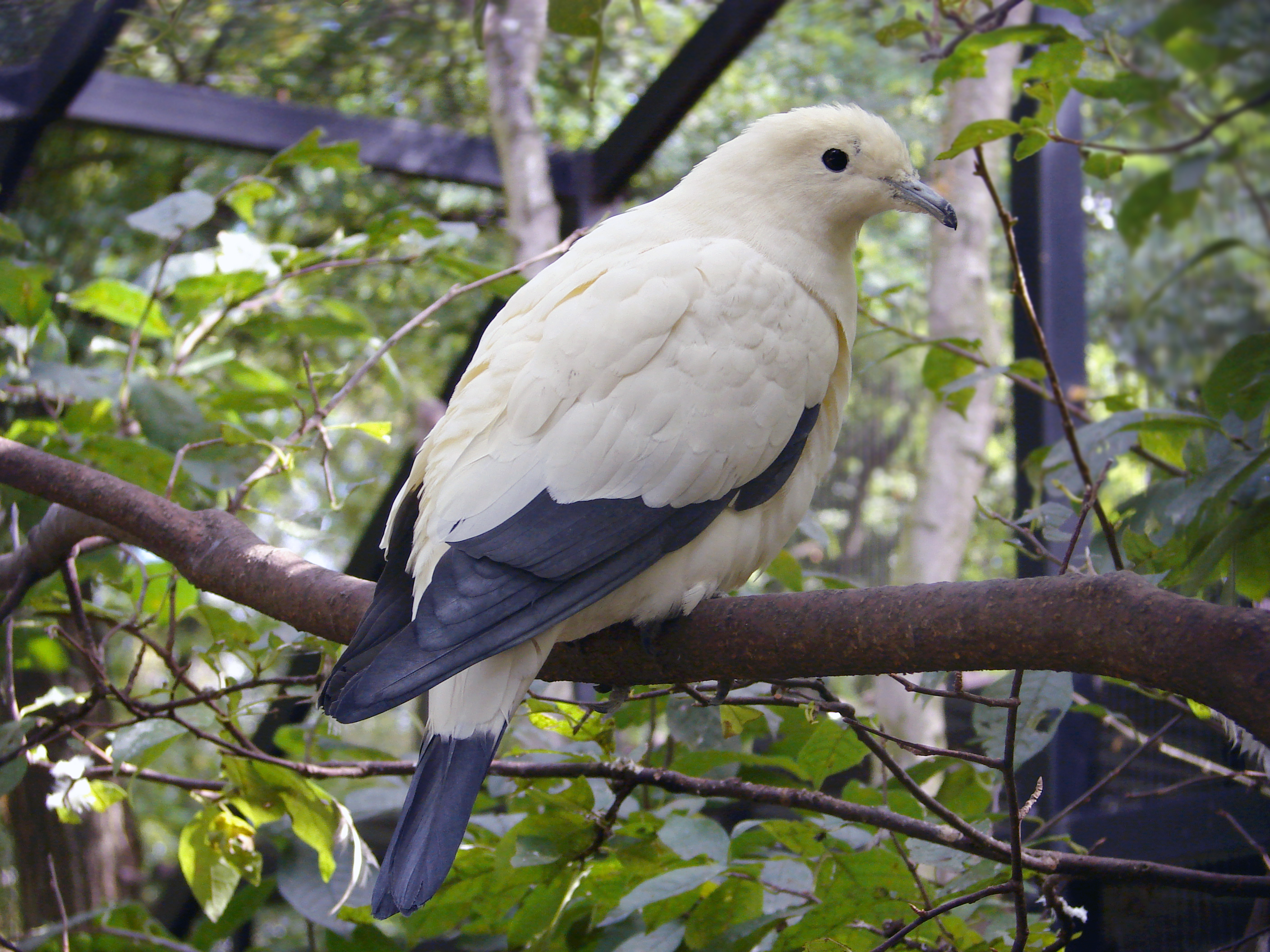
Chim bồ câu hoàng gia
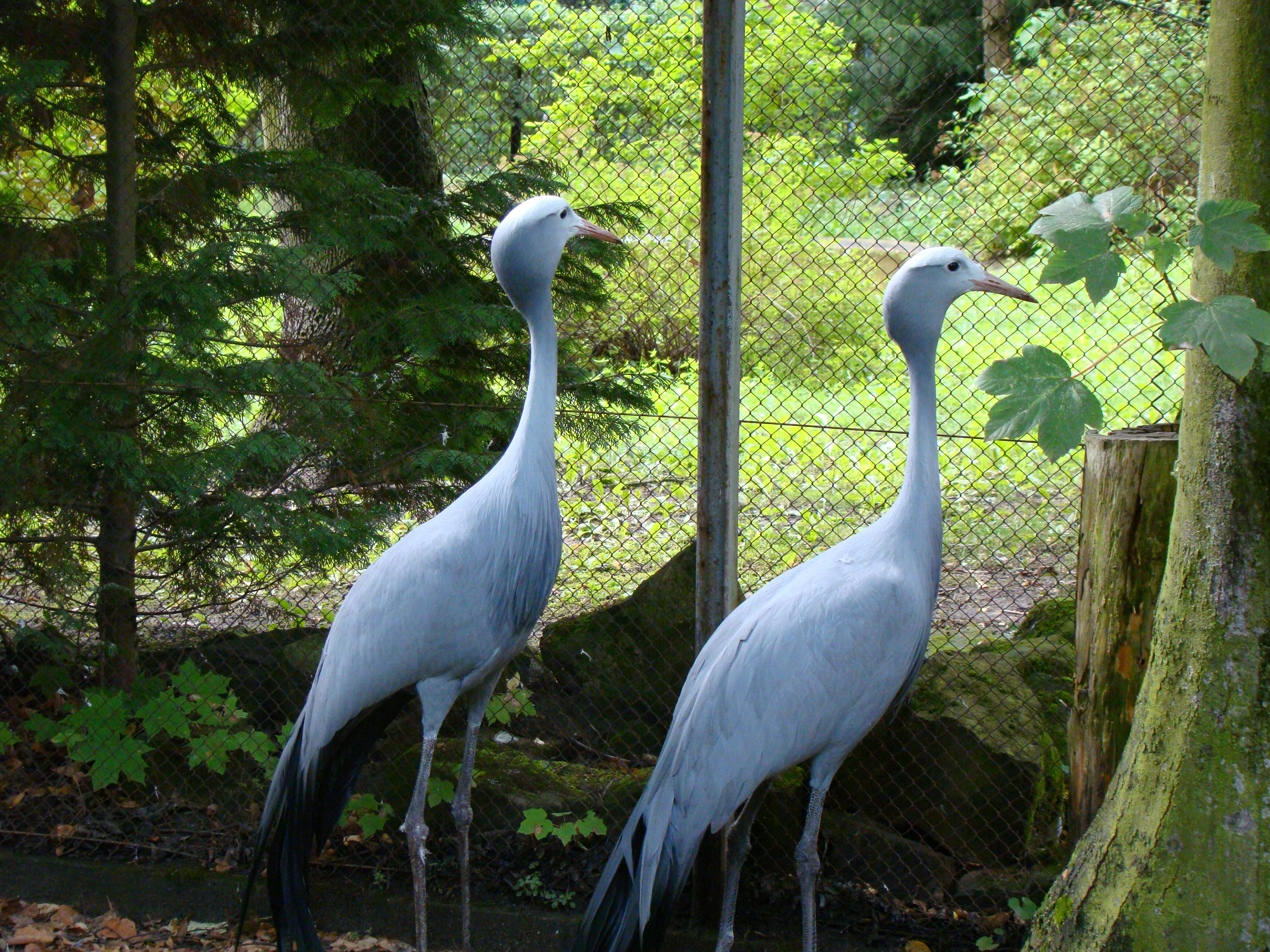
Hạc xanh
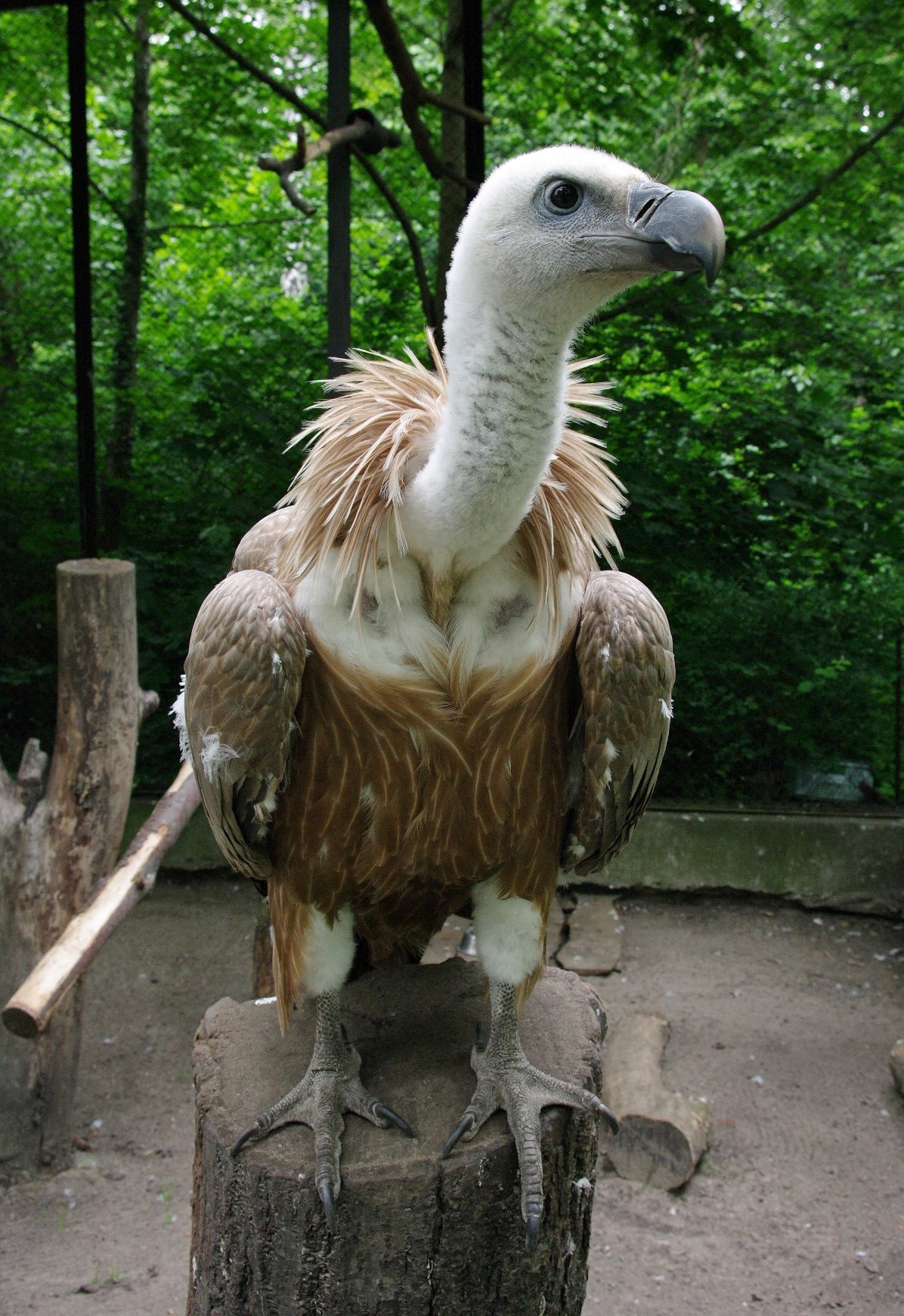
kền kền Griffon
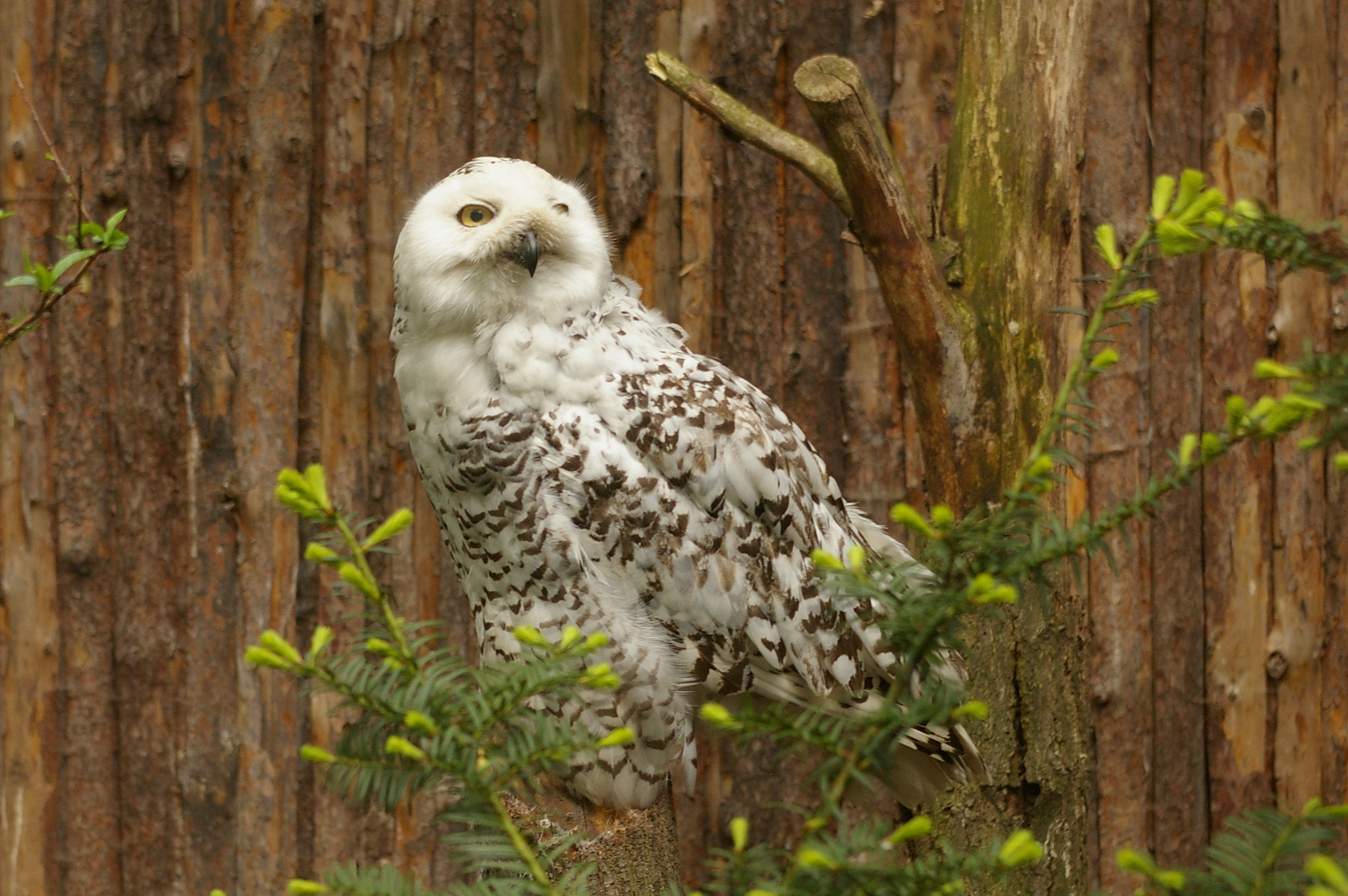
Cú tuyết
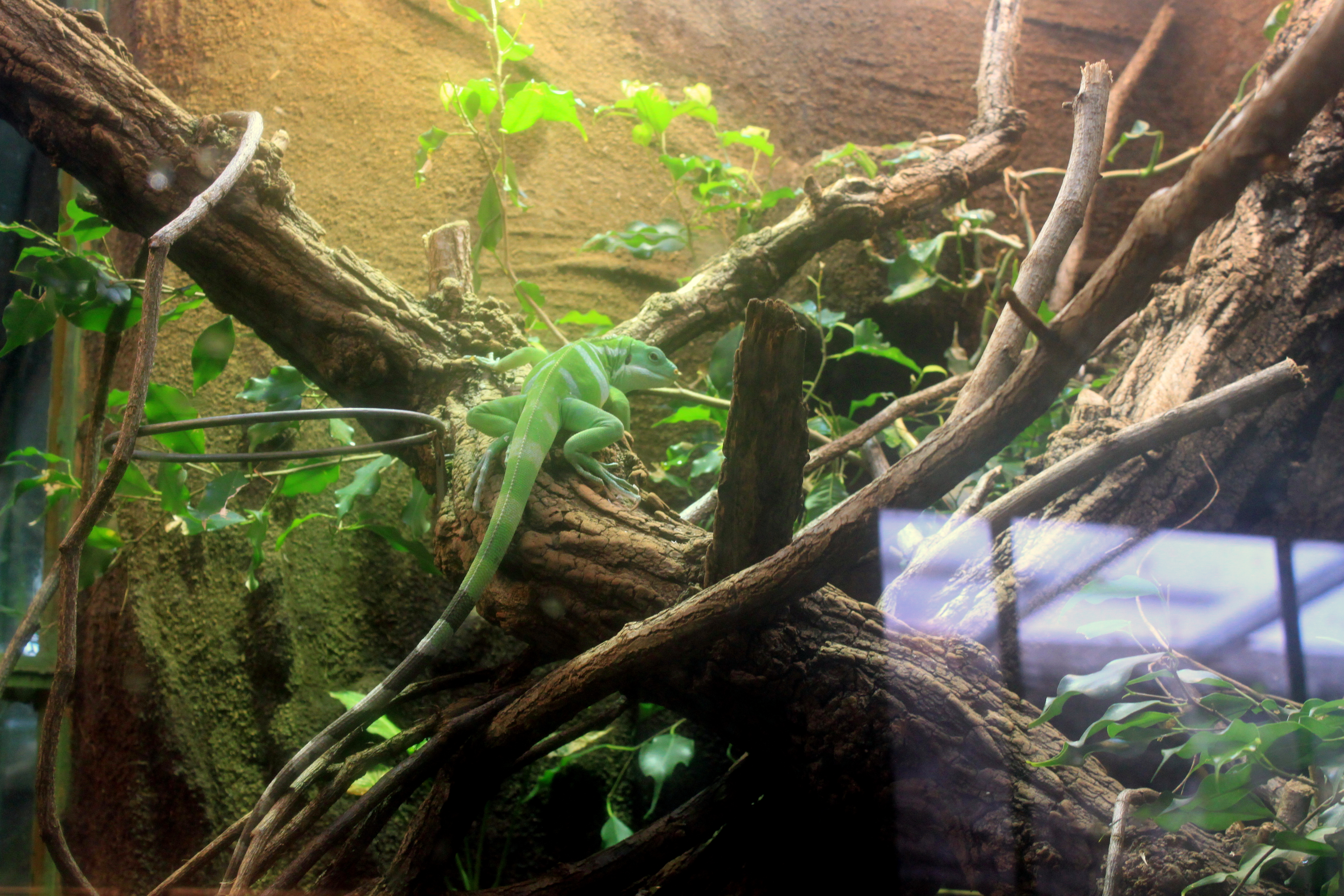
Phi tiêu băng
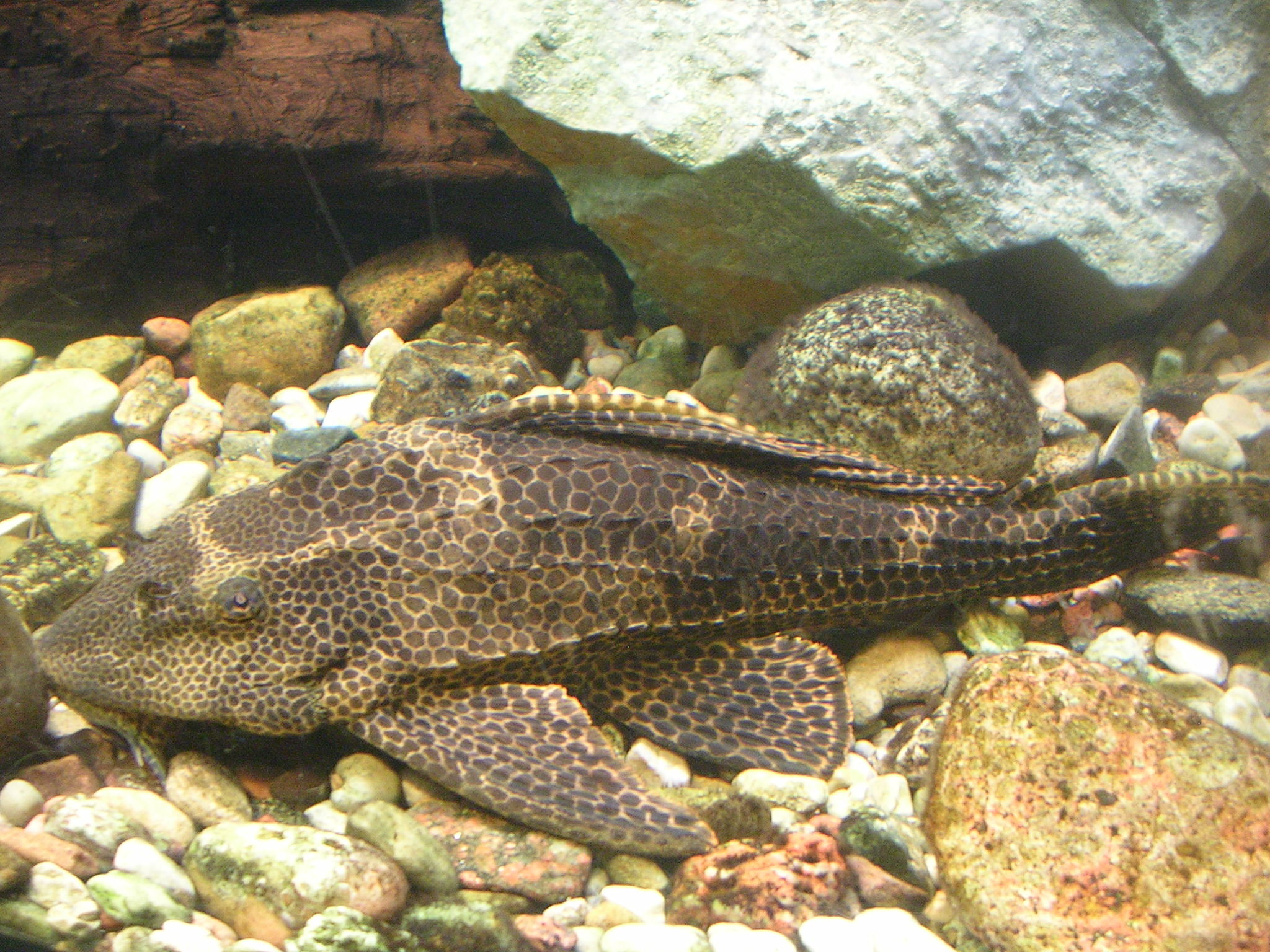
Cá trê bọc thép
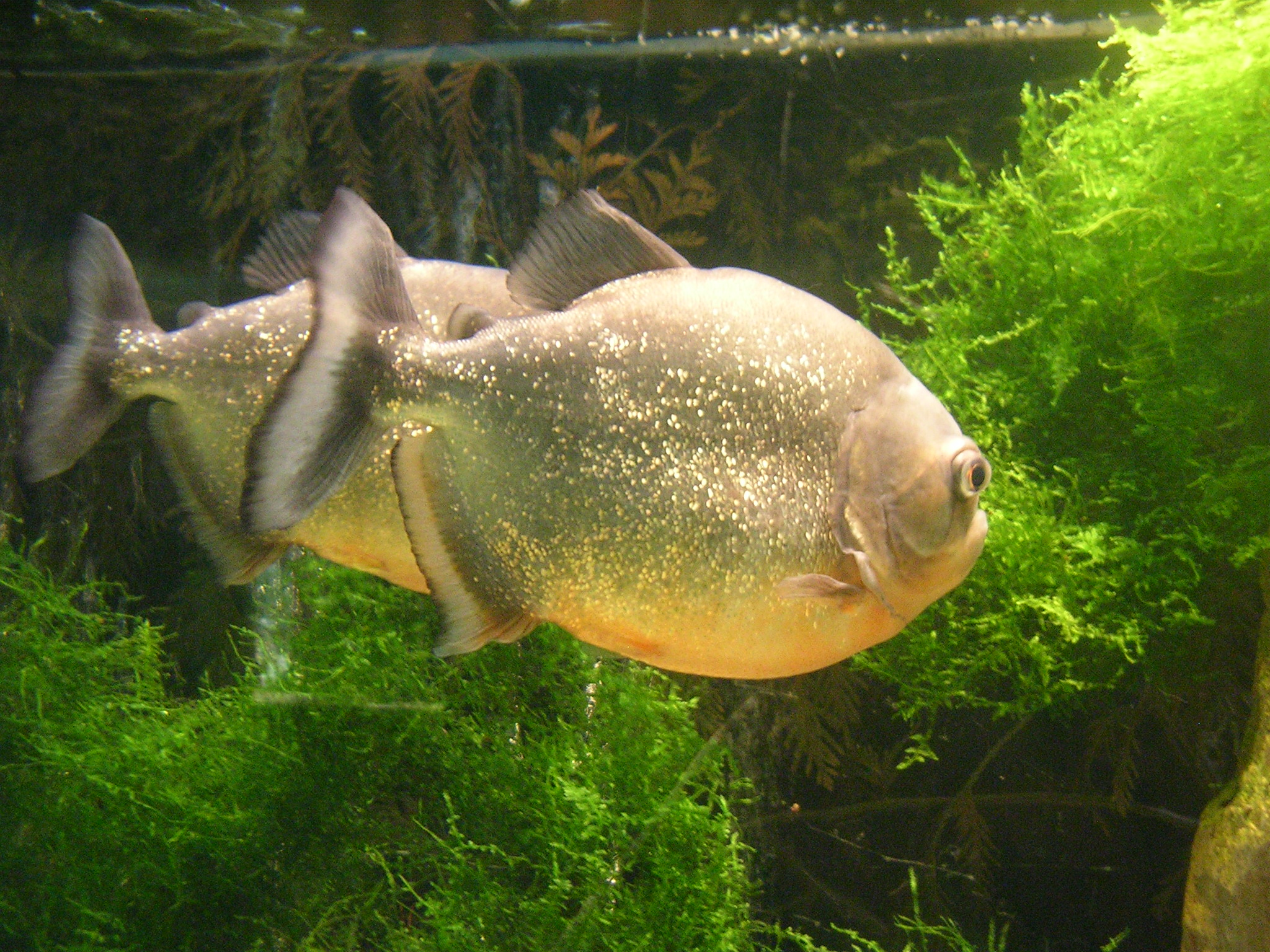
Piranha